# Asesino en serie de Stockton
Los asesinatos en serie de Stockton fueron una serie de homicidios sin resolver que ocurrieron en Stockton y Oakland, California, entre abril de 2021 y septiembre de 2022. Los tiroteos han sido vinculados entre sí por pruebas balísticas, pero la policía no ha revelado si se usó la misma arma en todos los tiroteos. Tampoco se sabe el número de víctimas fatales, aunque la cifra más difundida es de 6.

## Tiroteos

### 2021
Miguel Vásquez, de 39 años, fue asesinado a tiros en Oakland el 10 de abril de 2021.
A las 3:20 a. m. del 16 de abril de 2021, un hombre armado se acercó a una mujer afroamericana de 46 años entre las calles Park y Union en Stockton. La víctima describió al perpetrador como un hombre que vestía ropa oscura y una mascarilla. Después de verlo apuntándola con un arma cerca de su tienda, cargó contra él en un intento de defenderse, pero recibió varios disparos. Sin embargo, ella sobrevivió a sus heridas.

### 2022
El 8 de julio de 2022, Paul Yaw, un hombre caucásico de 35 años, fue asesinado a tiros alrededor de las 12:31 a. m. en la cuadra 5600 de Kermit Lane.
Salvador Debudey Jr., un hispano de 43 años, recibió un disparo mortal en la cuadra 4900 de West Lane. El tiroteo ocurrió alrededor de las 9:50 a. m. del 11 de agosto de 2022.
El 30 de agosto de 2022, Jonathan Hernandez Rodriguez, un hombre hispano de 21 años, recibió un disparo mortal a lo largo de la cuadra 800 de la calle E. Hammer alrededor de las 6:41 a. m..
Juan Cruz, un hombre hispano de 52 años, fue asesinado a tiros alrededor de las 4:27 a. m. del 21 de septiembre de 2022. El asesinato ocurrió en la cuadra 4400 de la avenida Manchester.
El 27 de septiembre de 2022, Lawrence Lopez Sr., un hombre hispano de 54 años, recibió un disparo mortal en la cuadra 900 de la avenida Porter alrededor de la 1:53 a. m..

## Investigación
En todos los casos, las víctimas se encontraban solas, durante la noche o de madrugada, en zonas poco iluminadas. Ninguna de las víctimas fue asaltada y no se cree que los tiroteos estén relacionados con pandillas. El sospechoso es descrito como un hombre delgado, de entre 1,78 y 1,80 de altura, y de raza desconocida. Se le vio vistiendo una chaqueta de color oscuro con la capucha sobre la cabeza, pantalones de color oscuro y una mascarilla negra. El Departamento de Policía de Stockton ha publicado un video de una persona de interés en el caso. No había evidencia que conecte a la persona de interés con los tiroteos, pero los investigadores deseaban contactarlo.
La policía de Stockton y Oakland está trabajando junto con varias otras agencias de aplicación de la ley, como la Oficina Federal de Investigaciones, la Patrulla de Carreteras de California, los departamentos del alguacil local y la Oficina de Alcohol, Tabaco, Armas de Fuego y Explosivos. Se ha emitido una recompensa de $125,000 por información que conduzca a un arresto. También se ha habilitado una línea de teléfono.
Tras varios rumores en redes sociales, el Departamento de Policía de Chicago declaró que los investigadores no creían que los tiroteos de Stockton estuvieran relacionados con el 'Duck Walk Killer', un asesino itinerante no identificado, de comportamiento y apariencia similar al asesino de Stockton, que mató a dos hombres en Chicago en 2018.

### Sospechoso
Durante la madrugada del 15 de octubre de 2022, la policía arrestó a Wesley Brownlee, de 43 años, en relación con los tiroteos. Brownlee, armado con un arma de fuego, fue arrestado mientras vestía ropa de color oscuro y una mascarilla alrededor del cuello.